# Józef Lenartowicz (ksiądz)
Józef Lenartowicz (ur. 5 marca 1852 w Wieliczce, zm. 3 czerwca 1926 w Tarnowie) – polski duchowny katolicki, budowniczy kościoła parafialnego w Lubczy, społecznik, kompozytor i publicysta.

## Życiorys
Józef Lenartowicz był synem Tomasza, robotnika w kopalni soli w Wieliczce oraz Katarzyny z Ciężkiewiczów, jednym z ich pięciorga dzieci. W 1872 roku ukończył Gimnazjum św. Anny w Krakowie i rozpoczął studia na Wydziale Filozoficznym Uniwersytetu Jagiellońskiego. Przerwał je po roku, wstępując do Seminarium Duchownego w Tarnowie. Święcenia kapłańskie przyjął 25 lipca 1877 roku z rąk bpa J. Pukalskiego. Przez pięć kolejnych lat był wikariuszem w parafii św. Jana Chrzciciela w Pilźnie, od 1882 roku administratorem parafii Najświętszej Maryi Panny Wniebowziętej w Bruśniku, rok później pracował w Radgoszczy. W 1884 roku został proboszczem parafii w Lubczy.
Ksiądz Lenartowicz prowadził szeroką działalność duszpasterską (założył w parafii kilkanaście różnych bractw religijnych) i społeczną. Szczególną wagę przywiązywał do zwalczania alkoholizmu wśród parafian. Zorganizował Towarzystwo Wstrzemięźliwości i inne akcje, w ostateczności doprowadzając do likwidacji dziesięciu z dwunastu karczm istniejących na terenie wsi. W 1895 roku własnym nakładem pracy i środków założył w należącej do parafii wsi Wola Lubecka szkołę ludową i ochronkę, których prowadzenie powierzył sprowadzonym z Krakowa siostrom duchaczkom. W tym samym czasie uczestniczył w organizacji w Lubczy Kółka Rolniczego oraz założeniu mleczarni. Także w latach 90. XIX wieku rozpoczął budowę nowego, murowanego kościoła, według projektu tarnowskiego architekta Adolfa Juliusza Stapfa (według części źródeł Jana Sas-Zubrzyckiego). Konsekracja odbyła się 6 czerwca 1902 roku. W uznaniu zasług dla kościoła diecezjalnego został wyróżniony przywilejem noszenia rokiety i mantoletu. W latach 1904–1908 był członkiem Rady Diecezjalnej.
Józef Lenartowicz był również kompozytorem, twórcą pieśni religijnych oraz Mszy Żałobnej (Opus 1), która ukazała się drukiem w 1901 roku. Założył w parafii Towarzystwo Śpiewacze Świętej Cecylii, prowadził chór, był dekanalnym inspektorem w sprawach śpiewu kościelnego. Prowadził amatorską scenę teatralną, dla której napisał szereg utworów dramatycznych. Publikował w "Posłańcu Serca Jezusowego”. Zajmował się rzeźbą, był między innymi autorem płaskorzeźb Drogi Krzyżowej dla kościoła parafialnego a wspólnie z ojcem ołtarza św. Walentego. Ponadto interesował się meteorologią i astronomią, w niektórych swoich pracach kwestionując teorię heliocentryczną, co było już wówczas swoistym anachronizmem. Był członkiem przybranym Komisji Fizjograficznej Wydziału Matematyczno-Przyrodniczego krakowskiej Akademii Umiejętności.
W 1908 roku, na skutek konfliktu z parafianami i tarnowską kurią biskupią przeszedł na emeryturę. Przez kilka lat prowadził działalność duszpasterską poza terenem diecezji, by w 1912 roku powrócić do Tarnowa jako kapelan Domu Nieuleczalnie Chorych prowadzonego przez Towarzystwo Świętej Filomeny i siostry józefitki. Pełnił tę funkcję aż do śmierci w 1926 roku. Został pochowany na cmentarzu parafialnym w Lubczy, w grobowcu własnego projektu.
W 1899 roku, w uznaniu zasług w działalności społecznej, został odznaczony Złotym Krzyżem Zasług z Koroną. 25 maja 2002 roku jego imię przyjęło Publiczne Gimnazjum nr 3 w Lubczy.